# 大蔵政務次官
大蔵政務次官（おおくらせいむじかん）は、かつて予算、税制、財政投融資、国庫・国有財産管理、通貨、政策金融などを担当していた大蔵省の政務次官。政務を処理し、重要政策について、大蔵省と国会及び政党との連絡を行うものとされていた。2001年1月6日に大蔵省が財務省となったため、大蔵政務次官は廃止され財務副大臣となった。

## 歴代の大蔵政務次官
旧憲法下
| 氏名         | 在任期間               | 備考 |
| ------------ | ---------------------- | ---- |
| 早速整爾     | 1924年8月 - 1925年8月  |      |
| 武内作平     | 1925年8月 - 1927年4月  |      |
| 大口喜六     | 1927年4月 - 1929年7月  |      |
| 小川郷太郎   | 1929年7月 - 1931年4月  |      |
| 田昌         | 1931年4月 - 1931年12月 |      |
| 堀切善兵衛   | 1931年12月 - 1934年7月 |      |
| 矢吹省三     | 1934年7月 - 1936年4月  |      |
| 中島弥団次   | 1936年4月 - 1937年2月  |      |
| 太田正孝     | 1937年6月 - 1939年1月  |      |
| 松村光三     | 1939年1月 - 1939年9月  |      |
| 清瀬規矩雄   | 1939年9月 - 1940年1月  |      |
| 木村正義     | 1940年1月 - 1940年7月  |      |
| 小笠原三九郎 | 1944年9月 - 1945年4月  |      |
| 中村三之丞   | 1945年5月 - 1945年8月  |      |
| 由谷義治     | 1945年10月 - 1946年6月 |      |
| 上塚司       | 1946年6月 - 1947年3月  |      |
| 北村徳太郎   | 1947年3月 - 1947年6月  |      |
| 高橋英吉     | 1947年3月 - 1948年3月  |      |

新憲法下
| 内閣              | 氏名                   | 氏名                    | 在任期間                |
| ----------------- | ---------------------- | ----------------------- | ----------------------- |
| 第1次吉田内閣     | 北村徳太郎             |                         | 1947年5月 ‐ 1947年6月   |
| 片山内閣          | 小坂善太郎             | 1947年6月 - 1948年3月   |                         |
| 芦田内閣          | 荒木万寿夫             | 森下政一                | 1948年4月 - 1948年10月  |
| 第2吉田内閣       | 塚田十一郎             | 平岡市三                | 1948年10月 - 1949年2月  |
| 第3次吉田内閣     | 中野武雄               | 田口政五郎              | 1949年2月 - 1949年5月   |
| 第3次吉田内閣     | 水田三喜男             |                         | 1949年6月 - 1950年7月   |
| 第3次吉田内閣     | 西川甚五郎             | 1950年7月 - 1951年12月  |                         |
| 第3次吉田内閣     | 西村直己               | 1951年12月 - 1952年10月 |                         |
| 第4次吉田内閣     | 愛知揆一               | 1952年11月 - 1954年1月  |                         |
| 第5次吉田内閣     | 愛知揆一               | 1952年11月 - 1954年1月  |                         |
| 植木庚子郎        | 1954年1月 - 1954年8月  |                         |                         |
| 山本米治          | 1954年8月 - 1954年12月 |                         |                         |
| 第1次鳩山一郎内閣 | 遠藤三郎               | 1954年12月 - 1955年3月  |                         |
| 第2次鳩山一郎内閣 | 藤枝泉介               | 1955年3月 - 1955年11月  |                         |
| 第3次鳩山一郎内閣 | 山手満男               | 1955年11月 - 1956年12月 |                         |
| 石橋内閣          | 足立篤郎               | 1957年1月 - 1957年7月   |                         |
| 第1次岸内閣       | 足立篤郎               | 1957年1月 - 1957年7月   |                         |
| 坊秀男            | 1957年7月 - 1957年8月  |                         |                         |
| 坊秀男            | 白井勇                 | 1957年8月 - 1958年6月   |                         |
| 第2次岸内閣       | 山中貞則               | 佐野広                  | 1958年6月 - 1959年6月   |
| 第2次岸内閣       | 奥村又十郎             | 前田佳都男              | 1959年6月 - 1960年7月   |
| 第1次池田内閣     | 簡牛凡夫               | 秋山利恭                | 1960年7月 - 1960年12月  |
| 第2次池田内閣     | 大久保武雄             | 田中茂穂                | 1960年12月 - 1961年7月  |
| 第2次池田内閣     | 天野公義               | 堀本宜実                | 1961年7月 - 1962年7月   |
| 第2次池田内閣     | 原田憲                 | 竹内俊吉                | 1962年7月 - 1963年2月   |
| 第2次池田内閣     | 原田憲                 | 池田清志                | 1963年2月 - 1963年2月   |
| 第3次池田内閣     | 纐纈弥三               | 斎藤邦吉                | 1963年7月 - 1964年7月   |
| 第3次池田内閣     | 纐纈弥三               | 斎藤邦吉                | 1964年7月 - 1965年6月   |
| 第3次池田内閣     | 鍛冶良作               | 鍋島直紹                |                         |
| 第1次佐藤内閣     | 鍛冶良作               | 鍋島直紹                |                         |
| 藤井勝志          | 竹中恒夫               | 1965年6月 - 1966年8月   |                         |
| 小沢辰男          | 亀井光                 | 1966年8月 - 1966年10月  |                         |
| 小沢辰男          | 丸茂重貞               | 1966年10月 - 1967年2月  |                         |
| 小沢辰男          | 第2次佐藤内閣          | 米田正文                | 1967年2月 - 1967年11月  |
| 倉成正            | 第2次佐藤内閣          | 岸田幸雄                | 1967年11月 - 1967年12月 |
| 倉成正            | 第2次佐藤内閣          | 二木謙吾                | 1967年11月 - 1968年12月 |
| 上村千一郎        | 第2次佐藤内閣          | 沢田一精                | 1968年12月 - 1970年1月  |
| 第3次佐藤内閣     | 中川一郎               | 藤田正明                | 1970年1月 - 1971年7月   |
| 第3次佐藤内閣     | 田中六助               | 船田譲                  | 1971年7月 - 1972年7月   |
| 第1次田中角栄内閣 | 大村襄治               | 山崎五郎                | 1972年7月 - 1972年12月  |
| 第2次田中角栄内閣 | 山本幸雄               | 山本敬三郎              | 1972年12月 - 1973年11月 |
| 第2次田中角栄内閣 | 中川一郎               | 柳田桃太郎              | 1973年11月 - 1974年7月  |
| 第2次田中角栄内閣 | 大野明                 | 柳田桃太郎              | 1974年7月 - 1974年12月  |
| 三木内閣          | 森美秀                 | 梶木又三                | 1974年12月 - 1975年12月 |
| 三木内閣          | 唐沢俊二郎             | 細川護熙                | 1975年12月 - 1976年9月  |
| 福田赳夫内閣      | 高鳥修                 | 斎藤十朗                | 1976年9月 - 1977年11月  |
| 福田赳夫内閣      | 稲村利幸               | 井上吉夫                | 1977年11月 - 1978年12月 |
| 第1次大平内閣     | 林義郎                 | 中村太郎                | 1978年12月 - 1979年11月 |
| 第2次大平内閣     | 小泉純一郎             | 遠藤要                  | 1979年11月 - 1980年7月  |
| 鈴木善幸内閣      | 保岡興治               | 浅野拡                  | 1980年7月 - 1981年5月   |
| 鈴木善幸内閣      | 保岡興治               | 藤井裕久                | 1981年5月 - 1981年12月  |
| 鈴木善幸内閣      | 山崎武三郎             | 増岡康治                | 1981年12月 - 1982年11月 |
| 第1次中曽根内閣   | 塚原俊平               | 遠藤政夫                | 1982年11月 - 1983年12月 |
| 第2次中曽根内閣   | 堀之内久男             | 井上裕                  | 1983年12月 - 1984年11月 |
| 第2次中曽根内閣   | 中村正三郎             | 江島淳                  | 1984年11月 - 1985年12月 |
| 第2次中曽根内閣   | 熊川次男               | 梶原清                  | 1985年12月 - 1986年7月  |
| 第3次中曽根内閣   | 中西啓介               | 藤井孝男                | 1986年7月 - 1987年11月  |
| 竹下内閣          | 平沼赳夫               | 佐藤栄佐久              | 1987年11月 - 1988年7月  |
| 竹下内閣          | 平沼赳夫               | 大浜方栄                | 1988年7月 - 1988年12月  |
| 竹下内閣          | 太田誠一               | 吉村真事                | 1988年12月 - 1989年6月  |
| 宇野内閣          | 高村正彦               | 吉村真事                | 1989年6月 - 1989年8月   |
| 第1次海部内閣     | 高村正彦               | 高木正明                | 1989年6月 - 1990年3月   |
| 第2次海部内閣     | 尾身幸次               | 山岡賢次                | 1990年3月 - 1990年12月  |
| 第2次海部内閣     | 持永和見               | 上杉光弘                | 1990年12月 - 1991年11月 |
| 宮澤内閣          | 村井仁                 | 青木幹雄                | 1991年11月 - 1992年12月 |
| 宮澤内閣          | 村上誠一郎             | 片山虎之助              | 1992年12月 - 1993年8月  |
| 細川内閣          | 北側一雄               | 中村正男                | 1993年8月 - 1994年2月   |
| 細川内閣          | 北側一雄               | 早川勝                  | 1994年2月 - 1994年4月   |
| 羽田内閣          | 石田祝稔               | 北橋健治                | 1994年5月 - 1994年6月   |
| 村山内閣          | 萩山教厳               | 石井智                  | 1994年7月 - 1995年8月   |
| 村山内閣          | 佐田玄一郎             | 梶原敬義                | 1995年8月 - 1996年1月   |
| 第1次橋本内閣     | 鉢呂吉雄               | 山崎正昭                | 1996年1月 - 1996年11月  |
| 第2次橋本内閣     | 中村正三郎             | 西田吉宏                | 1996年11月 - 1997年9月  |
| 第2次橋本内閣     | 中村正三郎             | 塩崎恭久                | 1997年9月 - 1998年7月   |
| 小渕内閣          | 谷垣禎一               | 中島真人                | 1998年7月 - 1999年10月  |
| 小渕内閣          | 大野功統               | 林芳正                  | 1999年10月 - 2000年4月  |
| 第1次森内閣       | 大野功統               | 林芳正                  | 2000年4月 ‐ 2000年7月   |
| 第2次森内閣       | 村田吉隆               | 七条明                  | 2000年7月 - 2000年12月  |
| 第2次森内閣       | 村上誠一郎             | 若林正俊                | 2000年12月 - 2001年1月  |